# Ismail Akhnikh
Ismail Akhnikh, alias Suhaib (Amsterdam, 22 oktober 1982) is een Nederlandse Marokkaan die bekend werd omdat hij volgens het Openbaar Ministerie een lid zou zijn van de Hofstadgroep. Tijdens de inval op het Laakkwartier in Den Haag op 10 november 2004, waar hij zich samen met Jason Walters in de Antheunisstraat ophield, werd hij gearresteerd.

## Rechtszaak
Na een lange rechtszaak is hij op 10 maart 2006 door de rechtbank veroordeeld tot 13 jaar cel wegens deelname aan een criminele en terroristische organisatie, poging tot moord en overtreding van de Wet wapens en munitie.
Op 23 januari 2008 is hij in hoger beroep door het gerechtshof in Den Haag vrijgesproken van poging tot moord en deelname aan een criminele organisatie. Wel kreeg Akhnikh 15 maanden gevangenisstraf opgelegd voor overtreding van de Wet wapens en munitie, omdat hij meerdere handgranaten in bezit had. Omdat hij zijn straf al uitgezeten had kwam hij na deze uitspraak direct vrij.
Deze uitspraak van het gerechtshof is op 2 februari 2010 in cassatie door de Hoge Raad gedeeltelijk vernietigd, n.l. wat betreft de vrijspraak. Dit deel van de aanklacht wordt opnieuw in hoger beroep behandeld door het gerechtshof in Amsterdam.